# Atractus meridensis
Atractus meridensis — вид змій родини полозових (Colubridae). Ендемік Венесуели.

## Поширення і екологія
Atractus meridensis мешкають в горах Кордильєра-де-Мерида на заході Венесуели. Вони живуть у вологих гірських тропічних лісах та на кавових плантаціях. Зустрічаються на висоті від 1600 до 2000 м над рівнем моря. Самиці відкладають 5 яєць.